# José Manuel Mateu de Ros
José Manuel Mateu de Ros (Padre) (Valencia, 1921- Madrid, 21 de noviembre de 1974) fue un abogado y político español de ideología falangista que llegó a desempeñar puestos de importancia durante el régimen franquista.

## Biografía
Nació en Valencia en 1921. Estudió abogacía, especializándose en temas políticos, sociales y sindicales.
Excombatiente de la División Azul. Llegó a ser secretario del distrito universitario y director de la revista Acción del SEU de Valencia. Asimismo se incorporó a la Organización Sindical Vertical, llegando a ser vicesecretario de Ordenación Económica de la CNS de Valencia. Más tarde fue nombrado Delegado de Sindicatos y Consejero provincial en Guipúzcoa.
En 1956 fue designado vicesecretario de Ordenación Social de la Delegación Nacional de Sindicatos, además de ser secretario general del Consejo Social y procurador en Cortes, por representación sindical, entre 1956 y 1967.
Posteriormente fue nombrado gobernador civil de Córdoba, cargo que ostentó entre 1961 y 1964. Su mandato en la provincia andaluza se caracterizó por dar un empuje a la Organización Sindical Vertical, así como también al fomento de la agricultura en tierras de regadío y cuenca minera de Peñarroya. Hay que resaltar también que, como jefe de orden público, tuvo que afrontar las primeras revueltas obreras, acaecidas en las empresas metalúrgicas y en la ya mencionada zona de Peñarroya.
Asimismo, bajo su mandato, fue desarticulada alguna que otra célula del Partido Comunista de España (PCE) en la ciudad de Córdoba.
Propuso para alcalde de Córdoba a Antonio Guzmán Reina, letrado con él de la Organización Sindical, y como presidente de la Diputación a Antonio Cruz Conde.
Tras su periplo andaluz fue designado gobernador civil de Asturias, cargo que desempeñó de 1964 a 1972. Sucedió en el cargo a Marcos Peña Royo. En aquellos años de Ros tuvo que hacer frente al problema minero.
Igualmente llegó a ser Consejero Nacional por Valencia. Como representante de este cargo se abstuvo en la votación del 22 de julio de 1969 para nombrar como sucesor a la Jefatura de Estado al entonces príncipe don Juan Carlos. Como anécdota de la votación, hay que resaltar que cuando le tocó pronunciarse espetó una frase rotunda y llamativa, al decir: ¡Sí, por Franco!.
Fue miembro titular de la Real Academia Valenciana de Jurisprudencia y Legislación así como también titular de los Institutos de Estudios Políticos y de Cultura Hispánica.
Su último cargo público, el cual desempeñaría hasta su muerte, fue el de director general de Empleo.
Falleció en 1974 en Madrid.

## Vida privada
Estaba casado con Ana Cerezo Enríquez, con quien tuvo tres hijos: José Manuel, Rafael y Francisco de Borja.

## Condecoraciones
- Víctor de Plata del SEU.
- Comendador con placa de la Orden de Cisneros.
- Medalla de plata de primera clase del Mérito del Trabajo (1959).
- Gran Cruz de la Orden del Mérito Aeronáutico con distintivo blanco (1969).[3]
- Gran Cruz de la Orden Civil del Mérito Agrícola (1971).[4]
- Gran Cruz de la Orden del Mérito Militar con distintivo blanco (1971).[5]
- Gran Cruz de la Orden Imperial del Yugo y las Flechas (1970).[6]
- Gran Cruz de la Orden del Mérito Civil.